# Sunlight Upon Me
Sunlight Upon Me (en hangul, 그 햇살이 나에게; romanización revisada, Geu haessari naege; McCune-Reischauer, Kŭ haessari naege), es una serie de televisión surcoreana emitida en su país de origen por MBC desde el 2 de enero, hasta el 21 de febrero de 2002, protagonizada por Kim So Yeon, Ryu Shi Won, Yoo Seon y Park Kwang Hyun.

## Reparto

### Personajes principales
- Kim So Yeon como Kim Yeon Lee.
- Ryu Shi Won como Kang Dong Seog.
- Yoo Seon como Choi Jun Hui.
- Park Kwang Hyun como Lee Han Soo.

### Personajes secundarios
- Kim Hyeon Soo como Choi So Hui.
- Yang Mi Gyeong como Kim Yeon Suk.
- Lee Hwi Hyang como Yoon Yeo Sa.
- Choi Bul Am como Choi Myung Ho.
- Gil Yong Wu como Choi Tae Kyung.
- Kim Chang Wan como Joo Min Ho.
- Kim seong Gyeom como Kim Kwang Cheol.
- Jang Yong como Dong Suk Boo.
- Jeong Yeong Suk como Dong Suk Moo.

## Banda sonora
| Track listing |                                                                    |                 |          |  |
| N.º           | Título                                                             | Artista         | Duración |  |
| 1.            | «왜 그랬나요 - Love Theme» (Wae geraessnayo - Love Theme)          | Varios artistas | 4:47     |  |
| 2.            | «내 품에 가득히» (Nae pume gadeukhi)                               | Jeon Joo Bae    | 4:04     |  |
| 3.            | «왜 그랬나요» (Wae Geuraessnayo)                                   | Jeon Joo Bae    | 4:47     |  |
| 4.            | «용서 - 容恕» (Yong Seo)                                           | Han Sung Ho     | 3:34     |  |
| 5.            | «서약» (Seoyak)                                                    | Ryu Shi Won     | 4:22     |  |
| 6.            | «아직 넌 내 눈물인걸» (Ajik neon nae nunmuringeol)                 | Han Sung Ho     | 4:00     |  |
| 7.            | «Fall in Love»                                                     | Han Sung Ho     | 4:30     |  |
| 8.            | «내 품에 가득히 - Instrumental» (Nae pume gadeukhi - Instrumental) | Varios artistas | 4:04     |  |
| 9.            | «내 품에 가득히 - Trumpet» (Nae pume gadeukhi - Trumpet)           | Varios artistas | 2:24     |  |
| 10.           | «내 품에 가득히 - Piano» (Nae pume gadeukhi - Piano)               | Varios artistas | 2:35     |  |
| 11.           | «왜 그랬나요 - Trumpet» (Wae)                                      | Varios artistas | 2:50     |  |
| 12.           | «한수의 Theme» (Hansuui Theme)                                     | Varios artistas | 2:10     |  |
| 13.           | «언니의 Theme» (Eoniui Theme)                                      | Varios artistas | 1:57     |  |
| 14.           | «The Theme of 그 햇살이 나에게» (The Theme of Geu hassali naege)   | Varios artistas | 2:04     |  |

## Emisión internacional
- Japón: KNTV (2003).[2]